# Sigara knighti
Sigara knighti är en insektsart som beskrevs av Hungerford 1948. Sigara knighti ingår i släktet Sigara och familjen buksimmare. Inga underarter finns listade i Catalogue of Life.